# Балкански куп у фудбалу за репрезентације 1931.
Балкански куп 1931. (буг. Балканска национална купа 1931, енгл. 1931 Balkan Cup) је било незванично одржавање такмичења на којем су учествовале само три екипе: Бугарска, Југославија и Турска. Куп се играо од 30. септембра до 4. октобра 1931. године (тј. пре него што је турнир 1929/31. био завршен). Победник је била репрезентација Бугарске. На турниру су биле одигране три утакмице, све одигране на стадиону Славија у Софији.

## Коначна табела
| Pos | Тим         | О | П | Н | И | ГД | ГП | ГР | Бод. |          |
| --- | ----------- | - | - | - | - | -- | -- | -- | ---- | -------- |
| 1   | Бугарска    | 2 | 2 | 0 | 0 | 8  | 3  | +5 | 4    | Победник |
| 2   | Турска      | 2 | 1 | 0 | 1 | 3  | 5  | −2 | 2    |          |
| 3   | Југославија | 2 | 0 | 0 | 2 | 2  | 5  | −3 | 0    |          |

## Утакмице
| Бугарска                                                | 5—1      | Турска    |
| ------------------------------------------------------- | -------- | --------- |
| Лозанов 4’ · Панчев 50’, 76’ · Стојанов 56’ · Пешев 80’ | Извештај | Јетен 31’ |

| Турска                | 2—0      | Југославија |
| --------------------- | -------- | ----------- |
| Еркал 7’ · Арикан 25’ | Извештај |             |

| Бугарска                                     | 3—2      | Југославија                  |
| -------------------------------------------- | -------- | ---------------------------- |
| М. Лозанов 50’ · Ангелов 56’ · А. Панчев 86’ | Извештај | Тирнанић 3’ · Марјановић 50’ |

## Победник
| Куп Балкана 1931.        |
| ------------------------ |
| · Бугарска · Прва титула |

## Статистика
- Састав Југославије против Турске 0 — 2:

Репрезентација Краљевине Југославије: Максимилијан Михалчић, Милутин Ивковић, Марко Рајковић, Анђелко Марушић, Данијел Премерл, Љубиша Ђорђевић, Александар Тирнанић, Благоје Марјановић, Кузман Сотировић, Ђорђе Вујадиновић, Мирко Кокотовић – Тренер: Бошко Симоновић
- Састав Југославије против Бугарске 2 — 3:

Репрезентација Краљевине Југославије: Максимиљан Михелчић, Милутин Ивковић, Драган Тошић, Мија Јовановић, Данијел Премерл, Анђелко Марушић, Александар Тирнанић, Благоје Марјановић, Кузман Сотировић, Александар Томашевић, Мирко Кокотовић – Тренер: Бошко Симоновић

### Стрелци голова
Укупно је постигнуто  13 голова у 3 утакмица, с просеком од 4.33 гола по утакмици.
3 гола
- А. Панчев

2 гола
- М. Лозанов

1 гол
- А. Пешев
- Љ. Ангелов
- В. Стојанов
- А. Тирнанић
- Б. Марјановић
- Х. Јетен
- Р. Еркал
- Ф. арикан